# Cölestin Krebs
Pour les articles homonymes, voir Krebs.
Cölestin Gustav Hugo Krebs (né le 31 janvier 1849 à Guttstadt et mort le 3 février 1922 à Liebstadt) est un propriétaire de manoir et député du Reichstag.

## Biographie
Krebs étudie à l'école primaire à Guttstadt et aux lycées de Rößel et Hohenstein. Il étudie ensuite le droit aux universités de Königsberg et de Breslau. En 1872, il devient avocat stagiaire au tribunal municipal de Königsberg et au tribunal de Prusse-Orientale, en 1877, il devient assesseur, en 1878 juge de district et à partir de 1891, juge de district à Liebstadt.
De 1890 à 1912, il est député du Reichstag en représentant la 6e circonscription de Königsberg (Braunsberg-Heilsberg) pour le Zentrum Il est également membre de la chambre des représentants de Prusse de 1886 à 1908 pour la 5e circonscription de Königsberg (Braunsberg-Heilsberg).
Krebs est récipiendaire de la Médaille du Centenaire et de l'Ordre de l'Aigle rouge de 4e classe.